# Thaliastraße
Thaliastraße – jedna ze stacji metra w Wiedniu na Linia U6. Została otwarta w 1980. 
Znajduje się na granicy dwóch dzielnic Wiednia: Neubau i Ottakring.